# Serment de fiancés
Serment de fiancés è un cortometraggio muto del 1908 diretto da Louis Feuillade.

## Produzione
Il film fu prodotto dalla Société des Etablissements L. Gaumont

## Distribuzione
Distribuito dalla Société des Etablissements L. Gaumont, uscì nelle sale cinematografiche francesi il 27 aprile 1908. È conosciuto anche con il titolo Serments de fiançailles con cui appare sui manifesti del film.